# Intwine
Intwine was een Nederlandse rockband. De groep was actief van 2001 tot en met 2010.
Landelijke bekendheid kreeg de band nadat leadzanger Roger Peterson in 2002 deelnam aan de tv-talentenjacht Idols en vervolgens met Intwine vijf Top 40-hits scoorde, waarvan "Happy?" (3e positie) en "Cruel Man" (7e positie) de hoogstgenoteerden waren. In haar negenjarige bestaan bracht de groep vier studioalbums uit: Intwine (2003), Perfect (2004), Pyrrhic Victory (2006) en Kingdom of Contradiction (2009).
Oprichters van de band in 2001 waren de Rockacademie-studenten Roger Peterson (zang), Jacob Streefkerk (gitaar), Touché Eusebius (bas), Kevin Hissink (gitaar) en Erwin Gielen (drums). Bij het uit elkaar gaan van Intwine in 2010 bestond de groep naast Peterson en Streefkerk uit gitarist Jon Symons en drummer Eric Spring in 't Veld.

## Biografie

### Oprichting
Gitarist Jacob Streefkerk en bassist Edsel 'Touché' Eusebius leerden elkaar in hun jeugd kennen op Sint Maarten en speelden daar samen in enkele bandjes, waaronder de reggae-rockgroep Main Attraction. Beiden verhuisden later naar Nederland en meldden zich bij de Fontys Rockacademie in Tilburg. Daar ontmoetten ze de Arubaanse zanger Roger Peterson. Het drietal sloot zich eerst al gauw aan bij de rootsreggaeband Orange Grove van zanger en rapper Michael Maidwell. Met deze band maakten ze vooral naam op diens thuisbasis Sint Maarten en deden ze optredens in 013 in Tilburg, de Effenaar in Eindhoven en Nighttown in Rotterdam. Naast hun activiteiten bij Orange Grove richtten Peterson, Streefkerk en Eusebius in 2001 hun eigen band Intwine op met twee van hun studiegenoten: drummer Erwin Gielen en gitarist Kevin Hissink.

### Doorbraak, debuutalbum enPerfect(2002-2005)
Roger Peterson nam in 2002 deel aan de populaire tv-talentenjacht Idols en kwam hierin tot de laatste tien finalisten. Hij weigerde echter het contract dat Idols hem aanbood te ondertekenen, omdat dit hem niet zou toestaan zelfgeschreven nummers op te nemen en met zijn eigen band te spelen. Hierop moest Peterson uit de show stappen. Zijn deelname aan Idols leverde hem en zijn band echter veel publiciteit en een platencontract met Dureco op. Later zei Peterson over Idols: "Het programma is voor ons een kruiwagen geweest, maar tegelijk een blok aan ons been. Idols heeft veel geïnvesteerd in onze bekendheid. Daar zijn we het programma erg dankbaar voor. Maar mensen associëren ons toch met een programma waar niets goeds is uitgekomen. Wees eerlijk: die show is geflopt."

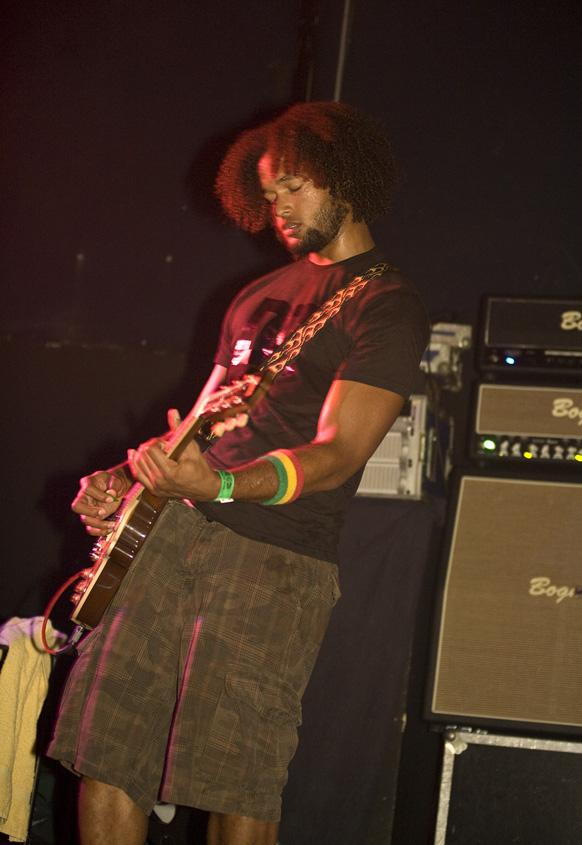
Gitarist Jacob Streefkerk.

Intwine's eerste single "Happy?" verscheen in februari 2003 in Nederland en België. De videoclip kende veel airplay op MTV, TMF en The Box en behaalde de derde positie in de Nederlandse Top 40. Intwine's populariteit groeide gestaag en de band was veel te zien op Nederlandse podia en festivals. Het debuutalbum Intwine, uitgebracht op 3 oktober 2003, werd redelijk positief ontvangen. Percussionist Martin Verdonk leverde als gastmuzikant zijn bijdrage aan het album. "Bijzonder zijn de songs niet," schrijft OOR, "maar veel songs zijn wel van uitzonderlijk hoge kwaliteit". Van het album kwamen verder nog de drie singles "Way Out", "Get Outta My Head" en "Let Me Be", waarvan de eerste twee eveneens de Top 40 haalden.
Drummer Erwin Gielen verliet de band in 2003 en werd vervangen door Jeremy Bonarriba. De band werd datzelfde jaar genomineerd voor de TMF Awards en een Edison. In december 2003 speelde de band in een uitverkocht Ahoy tijdens 'Live38', een concert georganiseerd door Radio 538.
In januari 2004 stond Intwine op het Groningse festival Noorderslag. Verder kwam datzelfde jaar de dvd The P.U.R.E. Session uit, een registratie van een optreden voor The Box. Percussionist Ferdinand van Duuren sloot zich hiervoor aan bij de band en leverde zijn bijdrage. De single "Cruel Man" kwam uit als titelsong van de Nederlandse film De Dominee en behaalde de zevende plaats in de Top 40. In Turkije bereikte "Cruel Man" de eerste plaats in de hitparade van de zender Radyo ODTÜ. Het was tevens de eerste single van hun tweede album Perfect, dat op 27 september 2004 werd uitgebracht op Intwine's nieuwe label V2 Records. Ook "Slow Down" en "You" werden uitgebracht als single, waarvan laatstgenoemde twee weken in de Top 40 stond. De percussie op het album werd wederom verzorgd door Martin Verdonk. Direct na de opnames van Perfect verliet drummer Jeremy Bonarriba de band en kwam voormalig Kane-bassist Dion Murdock in oktober 2004 als drummer bij de band. Zijn verblijf was echter van korte duur, aangezien zijn plek in december 2004 werd overgenomen door Rocheteau Mahuwallan.

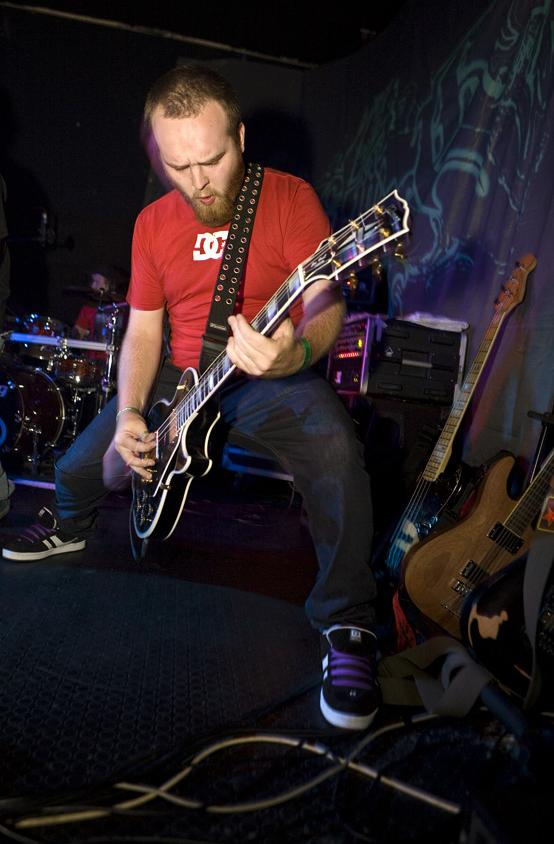
Gitarist Jon Symons.

Op 19 maart 2005 ontving Intwine een 3FM Award voor het album Perfect. Verder sleepte het dat jaar opnieuw een Edison-nominatie in de wacht. Op 13 mei 2005 stond de band op Pinkpop, wat het te danken had aan een poll op de Pinkpop-website. Verder deden ze op 25 juni 2005 een ander groot festival aan: MetroRock in Madrid. Diezelfde zomer verliet gitarist Kevin Hissink de band en werd Jon Symons van metalband Primal Rage de nieuwe gitarist.

### Pyrrhic VictoryenRumshop Sessions(2006-2007)
In 2006 speelde de band in Ahoy Rotterdam samen met Sam Bettens tijdens 'De vrienden van Amstel LIVE'. Ze speelden de K's Choice-hit "Not an Addict".
In februari 2006 bezochten de bandleden de favela's van Rio de Janeiro. De ervaringen van deze trip verwerkte de band in de single "Peace of Mind" die het in samenwerking met Festival Mundial uitbracht onder het motto 'Music Beats Poverty'. De opbrengst ging naar Millennium Ontwikkelingsdoelen, dat zich inzet voor wereldwijde armoedebestrijding.
Om persoonlijke en muzikale meningsverschillen verliet percussionist Ferdinand van Duuren de band in 2006. "Feel It" kwam dat jaar uit als titelsong van de Nederlandse speelfilm Nachtrit, waarin ook "For Goodness Sake" van Intwine te horen is. "Feel It" werd tevens, net als "Solo" en "Cut Me Loose", uitgebracht als single van Intwine's derde album Pyrrhic Victory, dat uitkwam op 9 oktober 2006.
Intwine werd met Pyrrhic Victory bedolven onder de positieve reacties en gelinkt aan bands als Living Colour, Bad Brains, Chevelle, Tool en Disturbed. Sp!ts omschreef het album als 'bepaald geen opwekkende plaat, maar wel eentje die blijft boeien'. Hieraan toevoegend: "[Pyrrhic Victory] staat vol [met] zware slepende rock met teksten waar de boosheid en frustratie vanaf spatten." Volgens de Effenaar is het album 'funk, rock, metal, grunge en pop ineen, waarin de gouden, vette strot van Roger Peterson het bindmiddel is'. Poprock.nl prees de productie van het album. "Het album is lekker geproduceerd. Het klinkt allemaal erg helder maar tegelijkertijd ook vol, krachtig en subtiel. Het leunt zelfs bijna tegen het 'overgeproduceerde' aan. Prachtig afgestelde drums, een gitaarsound die je wakker beukt daar wanneer het moet, hier en daar leuke effecten over de vocals en een perfecte onderlinge balans." Op haar website liet de band optekenen over het album: "Het is een donkere plaat. Sober en zonder franje. Het mes ligt op tafel in songs als "Cut Me Loose", "For Goodness Sake" en "Solo". Teleurstelling en pijn, ze werden zelden zo mooi en tegelijkertijd aangrijpend vertolkt als op deze derde cd. Toch klinkt de plaat ook strijdbaar. Intwine rockt harder en klinkt eerlijker dan ooit."
Door geldproblemen was V2 Records niet in staat Pyrrhic Victory te promoten, waardoor Intwine eigenlijk alleen via haar optredens de kans had om cd's te verkopen. Tegelijkertijd kreeg het het aanbod van het Duitse platenlabel Tiefdruck-Musik om de plaat ook buiten de Benelux uit te brengen, maar dit werd door V2 gedwarsboomd. Gitarist Jacob Streefkerk: "We werden echt gek en dat eindigde uiteraard in ruzie. Gelukkig konden we daarna onder het contract uit."
In het theaterseizoen 2006/2007 ging Intwine voor het eerst met The Rumshop Sessions de Nederlandse theaters af. In deze shows keerde Intwine terug naar haar Caribische roots en werden de songs akoestisch gespeeld in stijlen als reggae, bolero, zouk, soca en cumbia. Tijdens deze tour werd de band bijgestaan door percussionist Roël Calister van Orange Grove.
Verder kwam in november 2007 de single "The Chosen (Assassin's Creed)" uit, waarmee Intwine samen met Brainpower de officiële soundtrack leverde voor de Benelux-versie van de Ubisoft-game Assassin's Creed.

### Kingdom of Contradictionen internationale ambities(2008-2009)

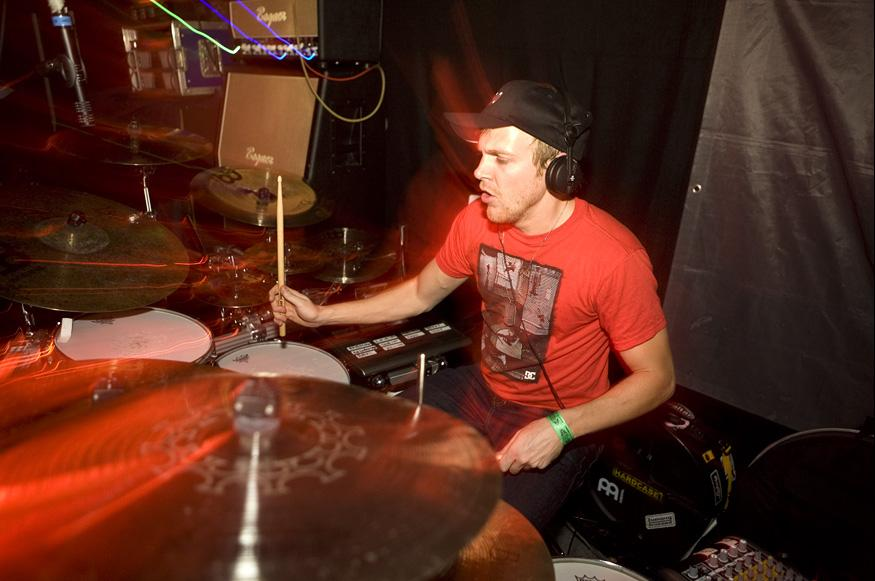
Drummer Eric Spring in 't Veld.

Gezien de eerdere perikelen met V2 verbond Intwine zich aan het Hamburgse label Tiefdruck-Musik voor het uitbrengen van een nieuw album. Terwijl de band werkte aan Kingdom of Contradiction verlieten zowel bassist Touché Eusebius als drummer Rocheteau Mahuwallan de band. Met de komst van drummer Eric Spring in 't Veld en bassist Pablo Penton (begeleidingsband Alain Clark) werd de weg naar een nieuw album ingeslagen.
Kingdom of Contradiction kwam uit op 14 augustus 2009. Op het album staan vijftien nummers van voorgaande albums, door de bandleden uitgekozen als hun persoonlijke favorieten. Deze zijn echter stuk voor stuk opnieuw opgenomen en in een nieuw jasje gestoken. De band werkte hiervoor samen met producer Jochem Jacobs, onder andere bekend van de bands Textures en Autumn. Vóór de release van het album werden er enkele try-outs in Nederland gehouden. Volgens 3VOOR12 bevat Kingdom of Contradiction vooral veel nu metal-invloeden en is Intwine met het album harder, ruiger en donkerder geworden. Vergelijkingen werden gemaakt met alternatieve metalbands als Deftones, Incubus, P.O.D., Taproot, Godsmack en Ill Niño De sound van het album is feller, gevarieerder en melancholischer in vergelijking met voorgaande albums. De band liet hierover optekenen dat: "[...] ons werk met dit album een heel andere lading heeft gekregen dan ons voorgaande werk. Deze songs staan ons meer dan ooit tevoren zeer nauw aan het hart." Naast de vijftien 'oude' songs is er ook een 'nieuw' nummer: een cover van "Walking on the Moon" van The Police, samen met Sam Bettens van K's Choice. Het nummer "Perfect" werd uitgebracht als enige single en kreeg ook een bijbehorende videoclip.

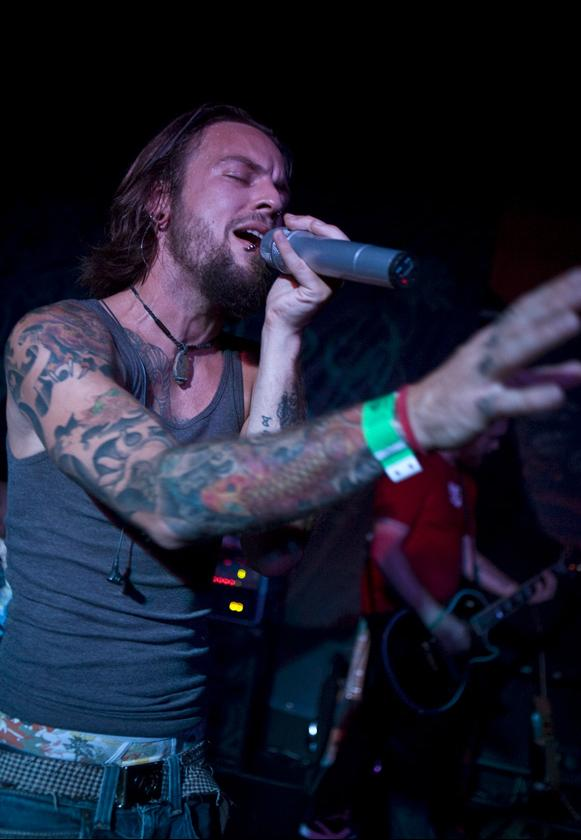
Leadzanger Roger Peterson.

Gitarist Jacob Streefkerk zei over het opnieuw opnemen van oude nummers: "In eerste instantie hadden we het idee om Pyrrhic Victory gewoon opnieuw op te nemen. Later vonden we dat er ook op de andere twee platen best nummers stonden die de moeite waard zijn. Het was ook de uitgelezen kans om verbeteringen aan te brengen. Als muzikant hoor je op je eigen plaat vaak dingen die je later anders zou willen doen en daar kregen wij nu de kans voor. Vandaar dat het allemaal iets anders klinkt als in het verleden. De songs zijn net als wij gegroeid."
Kingdom of Contradiction is het eerste internationaal uitgebrachte album van Intwine, met als doel zich te presenteren aan de rest van de wereld. Intwine richtte de muzikale pijlen voornamelijk op Duitsland. Het wist dan ook met Kingdom of Contradiction de zevende positie te behalen in de Duitse Metal-Rock-Chart. Het album oogstte ook positieve kritieken bij buitenlandse recensenten. Marcus Schleutermann van het Duitse Rockhard beoordeelde het album met een score van 9 uit 10 en omschreef het als: "[...] unieke cross-over met een fantastische dynamiek tussen rustige, zachte passages en stevig groovende uitbarstingen." In het eveneens Duitse magazine MetalHAMMER werd KoC gewaardeerd met een score van 6 uit 7, met daarbij het commentaar dat het album meerdere luisterbeurten nodig heeft voordat het zich loont en tegelijkertijd de verbazing dat Intwine niet eerder is doorgebroken in het buitenland. "Als je de meestal zeer sfeervolle melodieën, opgebouwd uit voortstuwende gitaren, ska-ritmes en hier en daar ook wat Indische klanken bewust op je laat inwerken, rijst als snel de vraag: Waarom vindt deze band pas zes jaar na haar oprichting de weg naar Duitsland?" Het Belgische Rocktribune gaf Kingdom of Contradiction 84 van de 100 punten en vindt dat de nieuwe nummers 'meer pit' tonen en dat de band 'op sublieme wijze latin-invloeden [weet] te verweven in het songmateriaal, zonder dat de tracks aan kracht inboeten'.
Met hun nieuwe sound stond Intwine in het voorprogramma van twee internationale metal-acts. Het verzorgde op 1 juni 2009 de opening voor het optreden dat de Amerikaanse metalband Sevendust speelde in De Helling in Utrecht. Later opende het in februari en maart 2010 vier keer voor 'ragga-metalband' Skindred uit Wales.
Op 3 september 2009 kwam het nieuws naar buiten dat Pablo Penton de band had verlaten omdat hij Intwine niet meer kon combineren met andere projecten, waaronder zijn bijdragen aan Alain Clark. Quincell Adolphin van Orange Grove en Rik Kraak van Sensuàl vervingen hem in de periode hierna tijdens live-optredens.

### Rumshop Sessions-ep en einde van de band(2010)
Op 19 juni 2010 stond de band op Festival Mundial, waar onder anderen ook Ozomatli, Sean Paul, Gentleman en N.E.R.D aanwezig waren. Diezelfde dag was ook de release van de ep The Original Acoustic Rumshop Sessions Vol I, waarop zowel studio-opnames als live-registraties van de Rumshop-shows te vinden zijn.
In augustus 2010 meldde gitarist Jon Symons in een interview met 3VOOR12 dat Intwine druk bezig was met voorbereidingen op opnames voor een nieuw album. Hij vertelde dat dit nieuwe album op een 'andere manier dan nu' aan de man zou worden gebracht en dat de band tevens hard op zoek was naar een nieuwe vaste bassist. Ook was de band bezig met het maken van de soundtrack voor een surffilm genaamd Children of the Wind.
Op 16 oktober 2010 maakten de leden van Intwine met een korte mededeling via hun website bekend uit elkaar te gaan. "Na bijna een decennium muziek te hebben gemaakt, moeten wij helaas aankondigen dat het doek is gevallen voor Intwine", schreef de band. De bandleden bedankten 'iedereen die ons bij heeft gestaan'. "Wij bedanken in het bijzonder onze fans." De reden van het uiteenvallen van de band is niet bekendgemaakt.
Een samenwerking tussen Roger Peterson en Jon Symons leidde in 2017 tot een drietal nummers. Deze verspreidden ze online onder de naam 'JvR'.

## Stijl en invloeden
Intwine's stijl werd omschreven als cross-over rock met reggae-, latin- en hiphop-invloeden. In de loop der jaren en met verschillende formatie-wisselingen verschoof de band van de poprock op debuutalbum Intwine (2003) en tweede album Perfect (2004) naar een hardere en meer donkere metal-sound op de albums Pyrrhic Victory (2006) en Kingdom of Contradiction (2009).
Naast haar reguliere optredens speelde Intwine sinds 2007 ook The Rumshop Sessions, shows waarin het haar songs akoestisch en in Caribische stijlen speelde. Hiervan werd in juni 2010 de ep The Original Acoustic Rumshop Sessions Vol I uitgebracht.
Wat betreft hun muzikale inspiratiebronnen verwijzen de bandleden naar artiesten die variëren van metal tot reggae, zoals Metallica, Bob Marley & The Wailers, Sublime, Ozomatli, Sevendust, Krosfyah, Kassav', Collie Buddz, Foo Fighters, Audioslave, A Perfect Circle, Incubus, Deftones, Taproot, The Tea Party, Pearl Jam, Soundgarden, Sinch, Nirvana, Silverchair, Maná en Jarabe de Palo.

## Bandleden
- Roger Peterson – zang (2001–2010)
- Jacob Streefkerk – gitaar (2001–2010)
- Jon Symons – gitaar (2005–2010)
- Eric Spring in 't Veld – drums (2008–2010)

### Ex-leden
- Erwin Gielen – drums (2001–2003)
- Jeremy Bonarriba – drums (2003–2004)
- Dion Murdock – drums (2004)
- Kevin Hissink – gitaar (2001–2005)
- Ferdinand van Duuren – percussie (2004–2006)
- Edsel 'Touché' Eusebius – basgitaar (2001–2008)
- Rocheteau Mahuwallan – drums (2004–2008)
- Pablo Penton – basgitaar (2008–2009)

### Sessiemuzikanten
- Roël Calister – percussie (2006–2007)
- Quincell Adolphin – basgitaar (2009–2010)
- Rik Kraak – basgitaar (2009–2010)

## Discografie

### Studioalbums
- Intwine (2003, Dureco)
- Perfect (2004, V2)
- Pyrrhic Victory (2006, V2)
- Kingdom of Contradiction (2009, Tiefdruck-Musik/Universal)

### Extended play
- The Original Acoustic Rumshop Sessions Vol I (2010, INterTWINE)

### Livealbum/dvd
- The P.U.R.E. Session (2004, Dureco)

### Singles
- "Happy?" (2003, Dureco)
- "Get Outta My Head" (2003, Dureco)
- "Way Out" (2003, Dureco)
- "Let Me Be" (2004, Dureco)
- "Cruel Man" (2004, Dureco)
- "Slow Down" (2005, V2)
- "You" (2005, V2)
- "Peace of Mind" (2006, V2)
- "Feel It" (2006, V2)
- "The Chosen (Assassin's Creed)" feat. Brainpower (2007, PIAS)
- "Solo" (2007, V2/INterTWINE)
- "Cut Me Loose" (2008, V2/INterTWINE)
- "Perfect" (2009, Tiefdruck-Musik/INterTWINE)

## Hitnoteringen

### Albums
| Album met eventuele hitnotering(en) in de Nederlandse Album Top 100 | Datum van verschijnen | Datum van binnenkomst | Hoogste positie | Aantal weken | Opmerkingen |
| ------------------------------------------------------------------- | --------------------- | --------------------- | --------------- | ------------ | ----------- |
| Intwine                                                             | 03-10-2003            | 11-10-2003            | 17              | 21           |             |
| Perfect                                                             | 27-09-2004            | 02-10-2004            | 18              | 28           |             |
| Pyrrhic Victory                                                     | 09-10-2006            | 14-10-2006            | 43              | 4            |             |
| Kingdom of Contradiction                                            | 14-08-2009            | 22-08-2009            | 71              | 1            |             |

### Singles
| Single met eventuele hitnotering(en) in de Nederlandse Top 40 | Datum van verschijnen | Datum van binnenkomst | Hoogste positie | Aantal weken | Opmerkingen                                                       |
| ------------------------------------------------------------- | --------------------- | --------------------- | --------------- | ------------ | ----------------------------------------------------------------- |
| Happy?                                                        | 03-02-2003            | 15-03-2003            | 3               | 14           | No. 4 in de Single Top 100 / Alarmschijf                          |
| Way Out                                                       | 30-06-2003            | 02-08-2003            | 22              | 5            | No. 24 in de Single Top 100                                       |
| Get Outta My Head                                             | 27-10-2003            | 22-11-2003            | 32              | 5            | No. 44 in de Single Top 100                                       |
| Let Me Be                                                     | 24-03-2004            | -                     | tip 12          | -            | No. 50 in de Single Top 100                                       |
| Cruel Man                                                     | 19-08-2004            | 28-08-2004            | 7               | 17           | No. 11 in de Single Top 100 / Soundtrack De Dominee / Alarmschijf |
| Slow Down                                                     | 2004                  | -                     | tip 2           | -            | No. 56 in de Single Top 100                                       |
| You                                                           | 2005                  | 02-07-2005            | 38              | 2            | No. 24 in de Single Top 100                                       |
| Peace of Mind                                                 | 2006                  | -                     | tip 13          | -            | No. 84 in de Single Top 100                                       |
| Feel It                                                       | 2006                  | -                     | -               | -            | No. 24 in de Single Top 100                                       |
| Solo                                                          | 2007                  | -                     | -               | -            | No. 90 in de Single Top 100                                       |
| The Chosen (Assassin's Creed)                                 | 2007                  | -                     | -               | -            | met Brainpower / No. 43 in de Single Top 100                      |

| Single met hitnotering(en) in de Vlaamse Ultratop 50 | Datum van verschijnen | Datum van binnenkomst | Hoogste positie | Aantal weken | Opmerkingen |
| ---------------------------------------------------- | --------------------- | --------------------- | --------------- | ------------ | ----------- |
| "Happy?"                                             | 2003                  | -                     | tip 3           | -            |             |